# Copa de Europa de Clubes 2011
La Copa de Europa de Clubes Senior 2011 fue la 37.ª edición masculina y 31.ª femenina de la máxima competición atlética interclubes de Europa. Tuvo lugar los días 28 y 29 de mayo de 2012.
Por segundo año consecutivo, las pruebas del Grupo A, tanto masculinas como femeninas, tuvieron lugar en el Estadio de Vila Real de Santo António,  Portugal, bajo la organización de la Associação de Atletismo do Algarve. El SC Luch Moscú mantuvo su hegemonía con su decimotercer doblete en quince años, consiguiendo su sexto título consecutivo en hombres y el decimoquinto consecutivo en mujeres.
Las pruebas del Grupo B se disputaron en el Estadio Estrella Roja de Belgrado, Serbia. 

## Clasificaciones

### Clasificaciones masculinas
| Pos.              | Equipo                | Ptos. |
| ----------------- | --------------------- | ----- |
| Medalla de oro    | SC Luch               | 134,0 |
| Medalla de plata  | Playas de Castellón   | 127,0 |
| Medalla de bronce | GA Fiamme Gialle      | 105,0 |
| 4                 | Sporting Clube        | 102,0 |
| 5                 | N&E Beagles AC        | 101,0 |
| 6                 | AK Kroměříž           | 63,0  |
| 7                 | Sparta Atletik        | 58,0  |
| 8                 | AK Spartak Dubnica nV | 40,0  |

| Pos. | Equipo                      | Ptos. |
| ---- | --------------------------- | ----- |
| 1    | Enka Spor Kulübü            | 144,0 |
| 2    | LG Bern                     | 102,0 |
| 3    | Maccabi Tel Aviv            | 101,0 |
| 4    | Phanos Ámsterdam            | 87,0  |
| 5    | CA Montreuil 93             | 84,0  |
| 6    | AK Crvena Zvezda            | 68,0  |
| 7    | Jyväskylän Kenttäurheilijat | 63,0  |
| 8    | Clonliffe Harriers AC       | 62,0  |

|  | Ascenso al Grupo A  |
|  | Descenso al Grupo B |

### Clasificaciones femeninas
| Pos.              | Equipo                  | Ptos. |
| ----------------- | ----------------------- | ----- |
| Medalla de oro    | SC Luch                 | 99,0  |
| Medalla de plata  | Enka Spor Kulübü        | 82,0  |
| Medalla de bronce | Sporting Clube          | 74,0  |
| 4                 | CA Valencia Terra i Mar | 72,0  |
| 5                 | ES Esercito             | 70    |
| 6                 | Rotterdam Atletiek      | 22    |

| Pos. | Equipo                | Ptos. |
| ---- | --------------------- | ----- |
| 1    | AK Spartak Dubnica nV | 97,0  |
| 2    | CA Montreuil 93       | 91,0  |
| 3    | Ferrybank AC          | 90,0  |
| 4    | LG Bern               | 85,0  |
| 5    | FK Glasinac Sokolac   | 66,0  |
| 6    | Maccabi Rishon LeZion | 63,0  |
| 7    | AK Crvena Zvezda      | 61,0  |

|  | Ascenso al Grupo A  |
|  | Descenso al Grupo B |